# Type 75 (semovente)
L'obice semovente Type 75 (75式自走155mm榴弾砲, Nanago shiki jisō 155 mm ryūdanhō) è  un mezzo cingolato entrato in servizio nella Japan Ground Self-Defense Force nel 1975. Ne furono costruiti un totale di 201 esemplari, e venne ritirato nel 2016. L'arma principale utilizzata è l'obice da 155/30 mm prodotto da Japan Steel Works a caricamento automatico. 
Il veicolo è anche noto con la denominazione in inglese Type 75 self-propelled howitzer, oppure con la sigla abbreviata 75HSP.

## Progetto e sviluppo
L'obice semovente Type 75 fu sviluppato per sostituire con un mezzo più avanzato i semoventi M44 da 155 mm che erano stati forniti dagli Stati Uniti nel 1965. Gli studi e le ricerche per la realizzazione del nuovo semovente iniziarono nel 1969, e fu avviata la costruzione di un veicolo sperimentale, inizialmente ancora privo della torretta. Furono così completati due prototipi nel 1971 e nel 1972, e a partire dal 1973 furono effettuate le prove pratiche, che durarono fino al 1974. Finalmente nel 1975 il veicolo fu dichiarato idoneo e formalmente in servizio. Tuttavia gli appalti e la distribuzione ai reparti incominciarono effettivamente soltanto nel 1977.

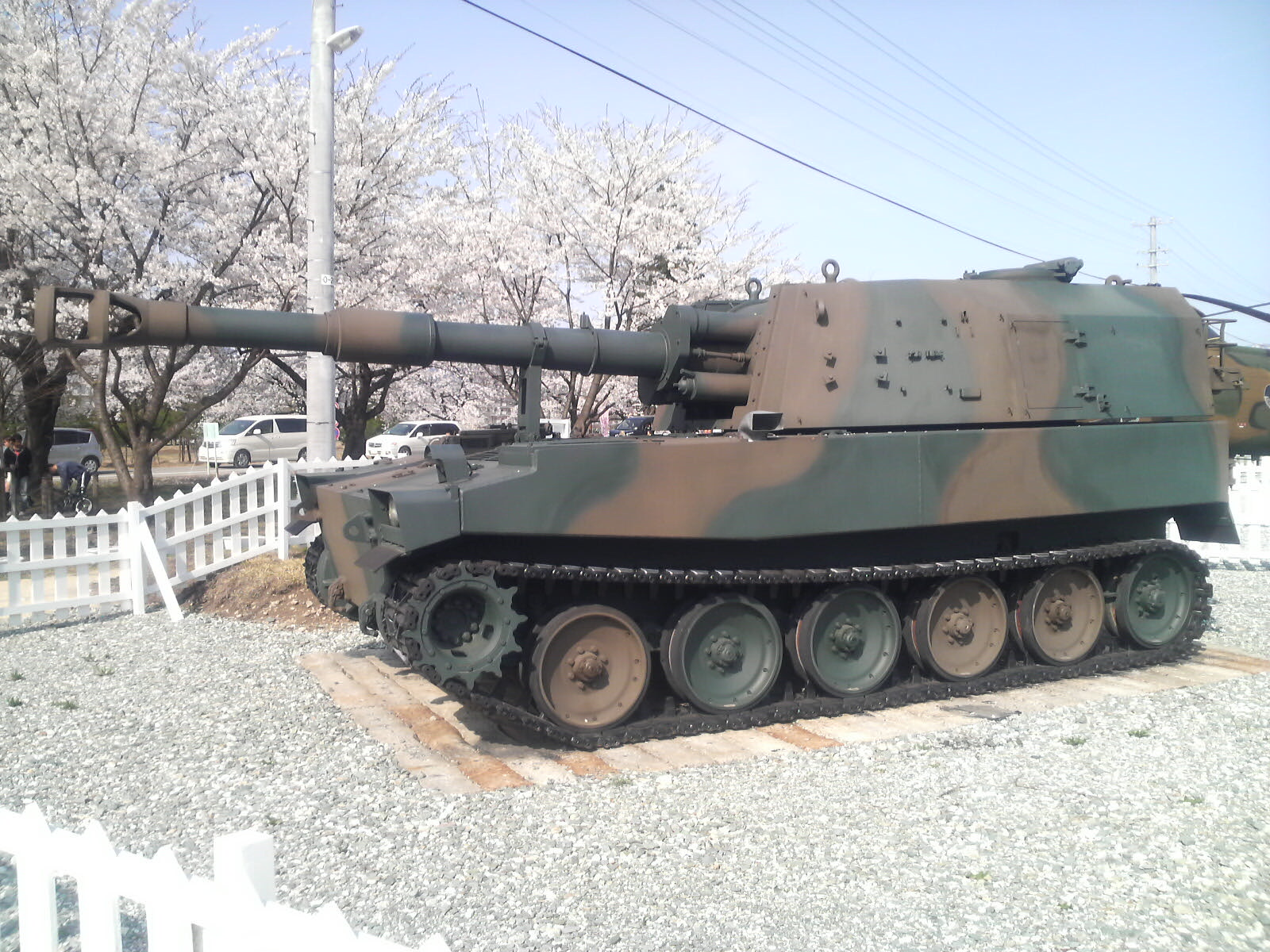
Vista laterale del semovente Type 75.

Il corpo del veicolo, la meccanica e il motore vennero sviluppati da Mitsubishi Heavy Industries, mentre l'obice e la torretta vennero realizzati da Japan Steel Works. La produzione durò dal 1975 al 1988 e comportò la fabbricazione di 201 esemplari.

## Caratteristiche
Il corpo del Type75 è stato ottenuto adattando il precedente veicolo trasporto truppe Type 73 prodotto da Mitsubishi, e condividendo molte componenti con il semovente Type 74 da 105 mm.

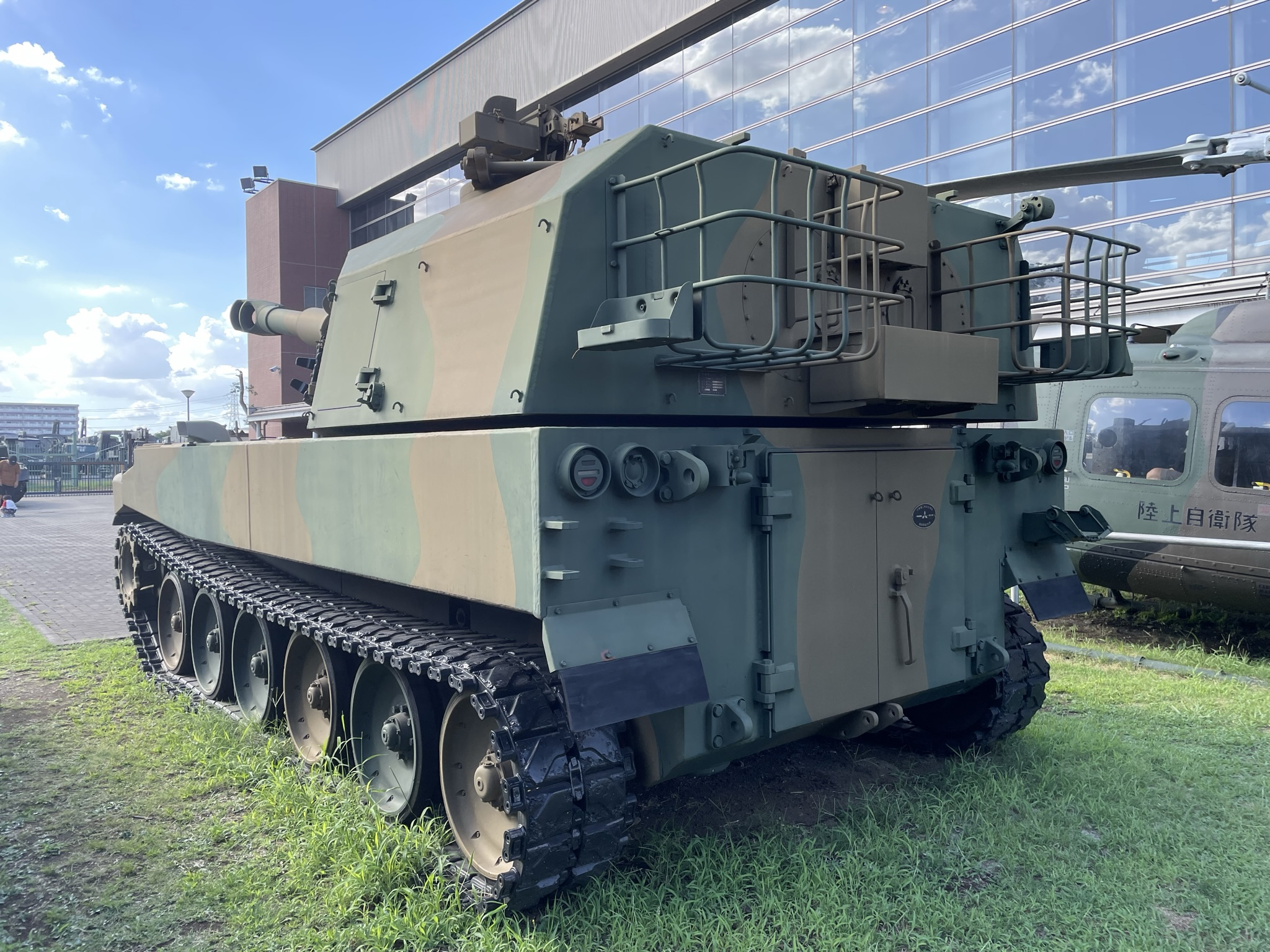
Il corpo principale del semovente Type 75 è stato ottenuto dal trasporto truppe Type 73.

Il mezzo corazzato ha una torretta girevole a 360 gradi, posizionata nella parte posteriore dello scafo, realizzata come il resto del veicolo con piastre saldate di lega di alluminio. 
L'equipaggio è composto da 6 persone, ossia il guidatore, il comandante, il cannoniere, due addetti alla ricarica, e un operatore addetto alle comunicazioni.

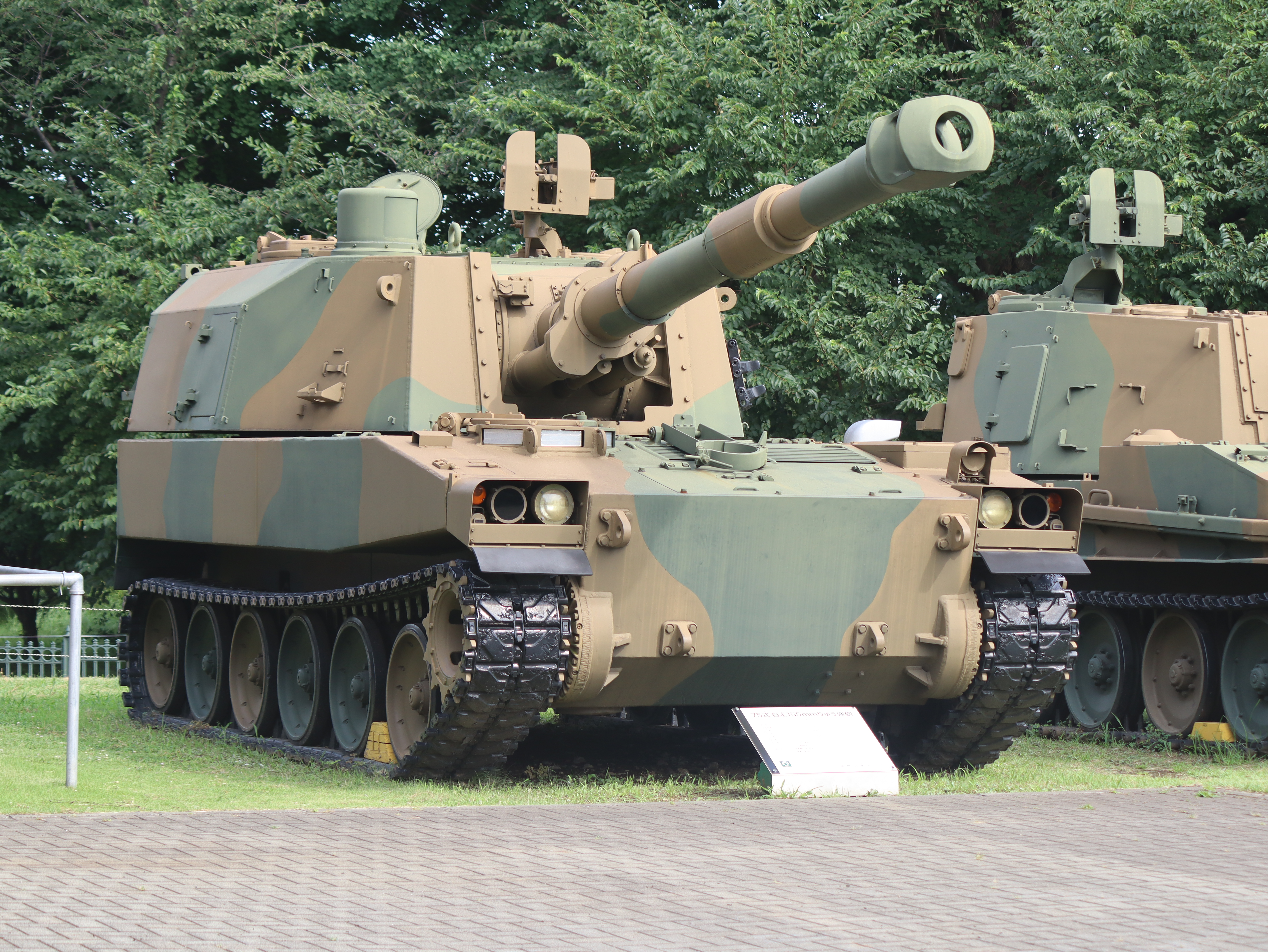
Vista frontale del Type 75.

Il dispositivo dello sterzo utilizza un meccanismo di sterzo idrostatico che facilita le manovre e il cambio di direzione anche in spazi ristretti. Il motore è un Mitsubishi 6ZF21WT diesel V6 a due tempi raffreddato ad aria, in grado di erogare una potenza di 450 CV. La velocità massima raggiungibile è di 47 km/h, mentre l'autonomia è di 300 km.

## Armamento
L'armamento principale è costituito da un obice da 155/30 mm prodotto da Japan Steel Works, caratterizzato da un dispositivo di caricamento automatico a tamburo rotante che consente una cadenza di tiro di 6 colpi al minuto. Questo obice utilizza una munizione Type 75 che permette una gittata di circa 20 km. 
L'armamento secondario è rappresentato da una mitragliatrice Browning M2 da 12,7 mm installata sulla torretta.